# Blauberge
Die Blauberge sind ein Bergmassiv der Bayerischen Voralpen an der Grenze zwischen Bayern und Tirol. Höchster Gipfel ist die Halserspitze, auch Halserspitz genannt, mit einer Höhe von 1863 m ü. A.

## Lage und Umgebung
Die Blauberge sind Teil des oberbayerischen Mangfallgebirges, genauer der Tegernseer Berge, und befinden sich etwa elf Kilometer südlich des Tegernsees. Der etwa vier Kilometer in West-Ost-Richtung verlaufende Grat der Blauberge bildet die Grenze zwischen Österreich im Süden und Deutschland im Norden. Südlich erstrecken sich bis zum Inntal die Brandenberger Alpen. Im Norden liegen die Wolfsschlucht und etwa vier Kilometer entfernt der ehemalige Kurort Wildbad Kreuth. Nachbarberg im Westen ist der 1613 m hohe Schildenstein, der teilweise auch noch zu den Blaubergen gezählt wird. Das Massiv besteht von Westen nach Osten aus den sechs Gipfeln, bzw. unter Einbeziehung des Schildensteins sieben Gipfeln:
1. Schildenstein (1613 m, 47° 36′ N, 11° 43′ O)
2. Predigtstuhl (1562 m, 47° 35′ N, 11° 44′ O)
3. Wichtlplatte (1765 m, 47° 35′ N, 11° 45′ O)
4. Blaubergschneid (1787 m, 47° 35′ N, 11° 45′ O)
5. Blaubergkopf (1787 m, 47° 35′ N, 11° 46′ O)
6. Karspitz (1800 m, 47° 35′ N, 11° 47′ O)
7. Halserspitz (1862 m, 47° 35′ N, 11° 47′ O)

Die Halserspitz ist mit ihren 1862 m nicht nur der höchste Gipfel der Blauberge, sondern der gesamten Tegernseer Berge. Die Südflanke der Blauberge ist bis in die Höhe des Grates von Latschenkiefern bewachsen, die wesentlich steilere Nordseite hat felsigeren Charakter. Die Hofbauernweißach entwässert mit ihren Zuflüssen die gesamte Nordseite der Blauberge. In Osten schließt sich jenseits der Bayerischen Wildalm der Höhenzug Wilder Lochberg mit dem Schattlahnerkopf an.

## Stützpunkte und Wege

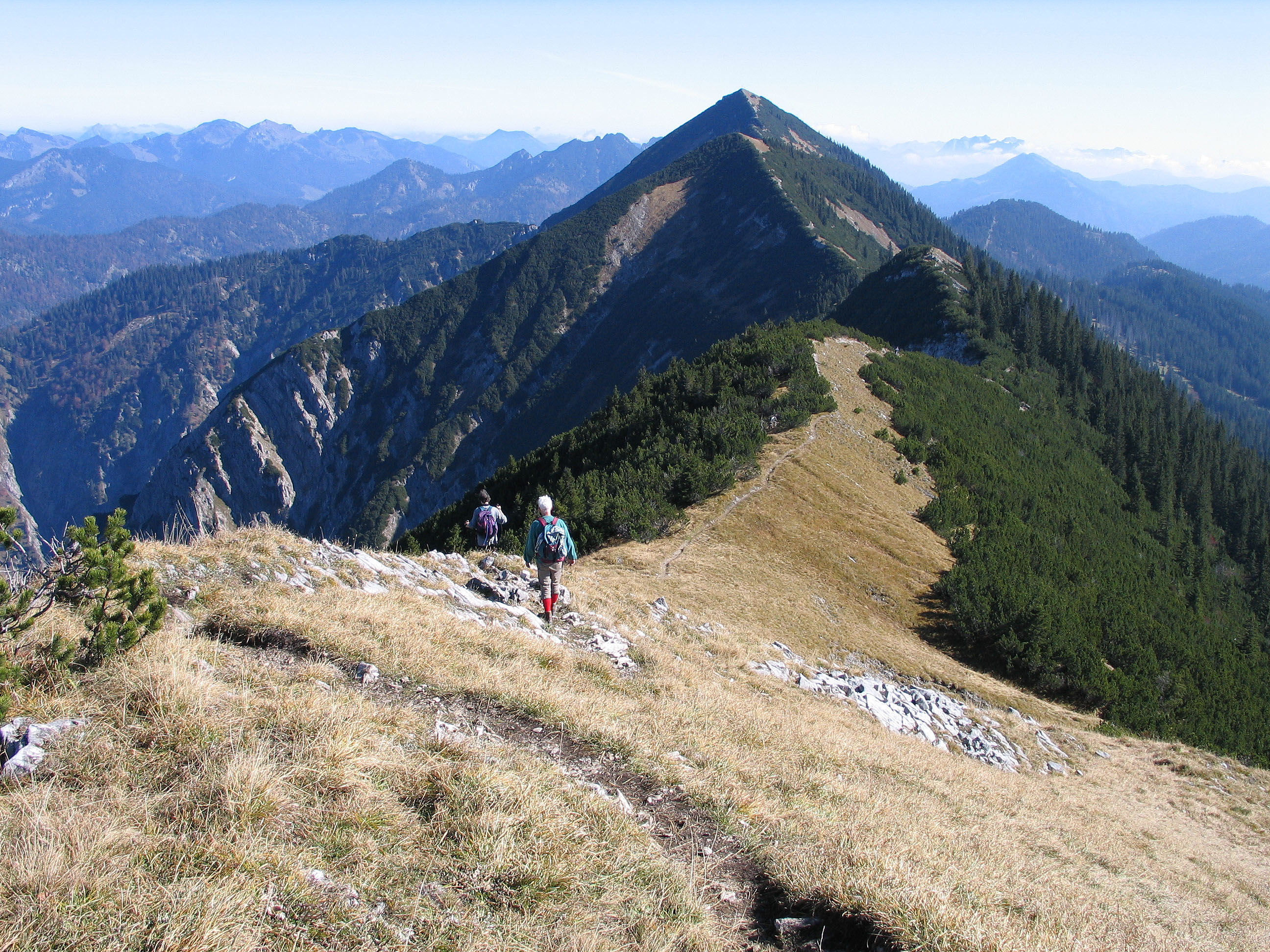
Blick von Westen über den Grat der Blauberge zur Halserspitz

Ein bedeutender Stützpunkt ist die knapp südöstlich der Halserspitze gelegene Gufferthütte (1475 m) der Sektion Mühldorf des Deutschen Alpenvereins, die im Sommer bewirtschaftet wird und Übernachtungsmöglichkeiten bietet. Unweit davon befindet sich die Selbstversorger-Hütte Bayerische Wildalm der Sektion Oberland des Deutschen Alpenvereins. Einfach bewirtschaftet wird zudem die Blaubergalm (1540 m) direkt unterhalb des Predigtstuhls weiter westlich.
Über den Grat der Blauberge führt ein markierter Wanderweg, der die Überschreitung des ganzen Massivs erlaubt. Den Ausgangspunkt dieser beliebten, aber langen Rundwanderung bildet meist Wildbad Kreuth. Der Anstieg von dort über die Siebenhüttenalm und durch die Wolfsschlucht bis zum Sattel zwischen Schildenstein und Predigtstuhl ist stellenweise drahtseilgesichert. Weitere Zustiege sind von der Gufferthütte oder von Achenwald möglich. Das Ostende der Blauberge ist von der Gufferthütte oder von Wildbad Kreuth (über die Wenigberghütte oder die Bayrbachalm) zu erreichen. Für die gesamte Runde wird eine Zeit von rund acht Stunden angegeben.

## Naturschutz
Teil der Blauberge ist der Naturwald Blaubergkopf, der einen der letzten Primärwälder Bayerns beherbergt.